# Plagioscion montei
Plagioscion montei är en fiskart som beskrevs av Soares och Lilian Casatti 2000. Plagioscion montei ingår i släktet Plagioscion och familjen havsgösfiskar. Inga underarter finns listade i Catalogue of Life.